# Gijs Van Hoecke
Gijs Van Hoecke, né le 12 novembre 1991 à Gand, est un coureur cycliste belge, professionnel depuis 2012.

## Biographie

### Carrière professionnelle
Après avoir terminé à la 15e position de l'omnium en cyclisme sur piste aux Jeux olympiques de 2012 à Londres, Van Hoecke est renvoyé en Belgique après la publication par les tabloïdes anglais de photos le montrant ivre,.
En fin d'année 2012, il est lauréat du Vélo de cristal de meilleur jeune cycliste belge de l'année.

#### Lotto NL-Jumbo

##### Saison 2017
Au mois de novembre 2016, il s'engage avec l'équipe néerlandaise Lotto NL-Jumbo. Il débute sous ses nouvelles couleurs lors du Dubaï Tour où son coéquipier Dylan Groenewegen termine 2e du classement général avec deux 2es places d'étape à la clé. En février, il prend part au Tour de l'Algarve, où Groenewegen remporte deux étapes, avant d'attaquer les Classiques belges. Il est ainsi au départ du Circuit Het Nieuwsblad (96e), d'À travers les Flandres (26e), du Grand Prix E3 (43e), de Gand-Wevelgem (57e), du Tour des Flandres (115e) puis de Paris-Roubaix (abandon). Dans un rôle d'équipier, il participe au Tour des Fjords où Timo Roosen remporte une étape et termine 3e du général, au Critérium de Dauphiné où c'est au tour de Koen Bouwman de lever les bras ainsi qu'au Ster ZLM avec deux victoires d'étapes pour Groenewegen. En juin, il termine 16e du championnat national de Belgique. 
Au niveau World Tour, on le retrouve sur la RideLondon-Surrey Classic (32e), le BinckBank Tour avec Lars Boom comme vainqueur d'étape, l'EuroEyes Cyclassics, où Groenewegen monte sur la troisième marche du podium, puis sur le Tour du Guangxi où il conclut sa saison, Groenewegen y décrochant le dernier succès de l'équipe.
Le 27 août 2018 est annoncée son arrivée au sein de la structure Continuum Sports pour la saison 2019. Il y retrouve notamment son coéquipier d'entraînement, Greg Van Avermaet, qu'il aura pour mission d'épauler sur les Classiques.
Il rejoint AG2R Citroën en 2021. En août 2021, il prolonge son contrat avec cette équipe jusqu'en fin d'année 2022.

## Palmarès sur route

### Par années
- 2009
  - Tour de Toscane juniors
  - Ronde van Oost-Vlaanderen

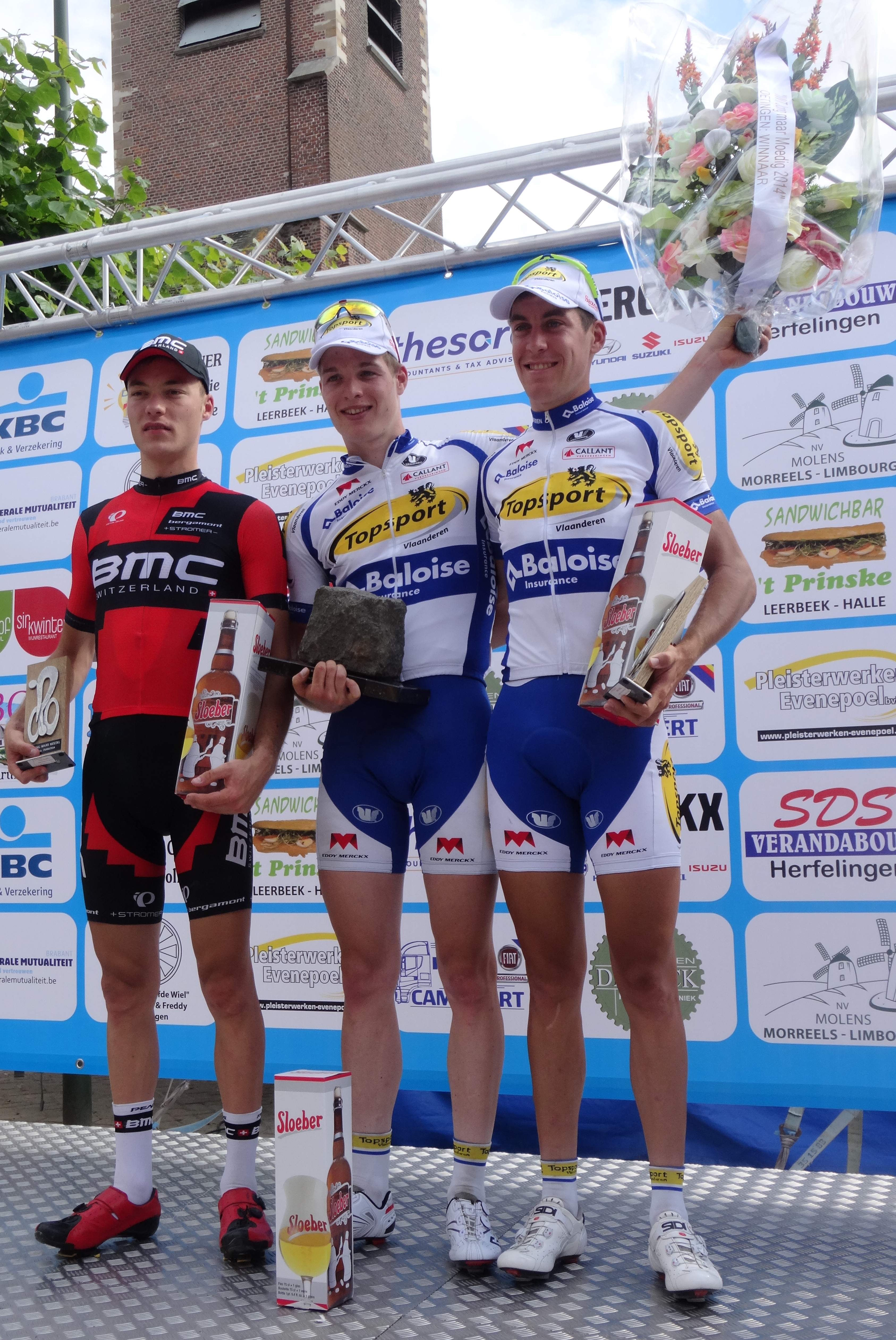
Podium de l'édition 2014 de l'Internationale Wielertrofee Jong Maar Moedig : Loïc Vliegen (2e), Gijs Van Hoecke (1er) et Jelle Wallays (3e).

  - 2e du Grand Prix André Noyelle
- 2010
  - 2e du championnat de Flandre-Orientale sur route espoirs
- 2011
  - Tour de la province d'Anvers :
    - Classement général
    - 1re étape

  - 2e de Paris-Tours espoirs
  - 3e de Bruxelles-Zepperen
- 2012
  - 3e du Ronde van Zeeland Seaports
- 2013
  - 2e du Grand Prix Criquielion
- 2014
  - Internationale Wielertrofee Jong Maar Moedig[6]

### Résultats sur les grands tours

#### Tour d'Italie
2 participations
- 2018 : 121e
- 2025 : 153e

### Classements mondiaux
| Année                                 | 2011 | 2012 | 2013 | 2014 | 2015 | 2016 | 2017  | 2018  | 2019 | 2020 | 2021 | 2022  | 2023  | 2024  |
| ------------------------------------- | ---- | ---- | ---- | ---- | ---- | ---- | ----- | ----- | ---- | ---- | ---- | ----- | ----- | ----- |
| UCI World Tour                        |      |      |      |      |      | nc   | 312e  | 267e  |      |      |      |       |       |       |
| Classement mondial                    |      |      |      |      |      | 405e | 1395e | 1114e | 901e | 801e | 586e | 2511e | 1758e | 1056e |
| UCI Europe Tour                       | 487e | 291e | 413e | 300e | 537e | 288e | 1636e | 1384e | 655e | 640e | 471e | 1535e | nc    | nc    |
| UCI Asia Tour                         | nc   | nc   | nc   | nc   | nc   | nc   | nc    | 491e  |      |      |      |       |       |       |
|                                       |      |      |      |      |      |      |       |       |      |      |      |       |       |       |
| Légende : nc = non classéSource : UCI |      |      |      |      |      |      |       |       |      |      |      |       |       |       |

## Palmarès sur piste

### Jeux olympiques
- Londres 2012
  - 9e de la poursuite par équipes
  - 15e de l'omnium

### Championnats du monde
- Apeldoorn 2011
  -  Médaillé de bronze de l'omnium
  - 8e de la poursuite par équipes
- Melbourne 2012
  -  Champion du monde de l'américaine (avec Kenny De Ketele)
  - 6e de la poursuite par équipes
  - 9e de l'omnium
- Minsk 2013
  - 7e de la poursuite par équipes
  - 8e de l'américaine

### Championnats du monde juniors
- Le Cap 2008
  -  Médaillé d'argent de l'américaine juniors
- Moscou 2009
  -  Médaillé d'argent de l'américaine juniors

### Coupe du monde
- 2010-2011
  - 2e du scratch à Cali
- 2011-2012
  - 1er du scratch à Astana
- 2012-2013
  - 3e de la poursuite par équipes à Glasgow

### Championnats d'Europe
Espoirs et juniors
- Saint-Pétersbourg 2010
  -  Médaillé d'argent de l'omnium espoirs
- Anadia 2012
  -  Médaillé d'argent de l'américaine espoirs
  -  Médaillé de bronze de la poursuite par équipes espoirs

Élites
- Apeldoorn 2013
  -  Médaillé de bronze de l'américaine

### Six jours
- 2013 : Amsterdam (avec Kenny De Ketele)

### Championnats de Belgique
- 2006
  - 3e du championnat de Belgique du scratch débutants
- 2007
  -  Champion de Belgique de l'américaine débutants (avec Moreno De Pauw)
  - 3e du championnat de Belgique de l'omnium débutants
  - 3e du championnat de Belgique du scratch débutants
- 2008
  - 2e du championnat de Belgique de l'omnium juniors
  - 2e du championnat de Belgique de poursuite par équipes juniors
  - 2e du championnat de Belgique du kilomètre juniors
  - 2e du championnat de Belgique de poursuite juniors
- 2009
  -  Champion de Belgique de l'omnium juniors
  -  Champion de Belgique de poursuite par équipes juniors (avec Jorne Carolus, Niels Van Laer et Jochen Deweer)
  -  Champion de Belgique de vitesse par équipes juniors (avec Jorne Carolus et Moreno De Pauw)
  -  Champion de Belgique de l'américaine juniors (avec Jorne Carolus)
  -  Champion de Belgique de vitesse juniors
  - 2e du championnat de Belgique de la course aux points juniors
  - 2e du championnat de Belgique de poursuite juniors
  - 2e du championnat de Belgique du kilomètre juniors
- 2011
  -  Champion de Belgique de poursuite par équipes (avec Ingmar De Poortere, Justin Van Hoecke et Jonathan Dufrasne)
  - 3e du championnat de Belgique de poursuite
- 2012
  -  Champion de Belgique de l'omnium
  - 2e du championnat de Belgique de poursuite

## Distinction
- Vélo de cristal de meilleur jeune belge en 2012